# Smart Install Maker
Smart Install Maker — условно-бесплатная утилита с закрытым исходным кодом, предназначенная для создания инсталляторов в 32-64-битных операционных системах Microsoft Windows.

## Описание
Утилита предоставляет алгоритм Cabinet для сжатия и создания компактных инсталляторов, поддерживает создание многоязычного инсталлятора (до 25 языков), а также предоставляет средства для управления внешним видом программы установки.
Среди возможностей Smart Install Maker можно выделить создание деинсталлятора, ярлыков в указанных каталогах системы, регистрацию новых шрифтов или расширений в операционной системе, поддержку ActiveX и переменных, проверку установленного .NET Framework, разделение инсталлятора на установочные диски, детальную настройку информации об установочном файле, системных требований (например, запретить установку программы в Windows 95), а также его внешнего вида и многое другое.

## Достоинства
- Создание деинсталляторов.
- Возможность создания/удаления ярлыков, записей в реестре, регистрация новых шрифтов.
- Открытие веб-страниц после установки или удаления[1].
- Создание полностью «бесшумных» инсталляторов, которые в процессе установки не требуют внимания пользователя.
- Разделение инсталлятора на установочные диски/дискеты.

## Параметры запуска командной строки
Параметры командной строки для Smart Install Maker:
- /build FileName — компиляция и создание исполняемого проекта.
- /open FileName — открытие проекта в программе Smart Install Maker.

Параметры командной строки для инсталлятора Smart Install Maker:
- /s — скрытая установка с данными установленными по умолчанию.
- /nc — полный запрет пользователю отменить запущенную установку (блокировка кнопок «отмена» и «закрытие окна»).
- /nr — не выводить сообщение о требуемой перезагрузки компьютера по окончании процесса установки.
- /l=language — выбор языка для установки приложения. language — это название, которое следует заменить на любой доступный пакет, к примеру, «English» или «Russian». В случае, если параметр /l используется, то диалог выбора языка не отобразится.
- /p=path — изменение каталога для установки приложения.
- /g=name — изменение программной группы.
- /pw=password — установка пароля для установки приложения. В случае, если используется параметр /pw=, то диалог ввода пароля не отобразится.

## Недостатки
- Отсутствие кроссплатформенности.
- Закрытый исходный код.
- Отсутствует поддержка 64-разрядных операционных систем (инсталляторы могут запускаться на 64-битных системах).
- Отсутствие обновлений более 9 лет.
- Высокая цена за лицензию — 2995 рублей или $99.[2]
- Низкая возможность к настройке интерфейса создаваемых установщиков.
- Нет возможности и инструментов для создания собственных окон и параметров установщиков.